# Макалевицька сільська рада
Макалевицька сільська рада — колишня адміністративно-територіальна одиниця та орган місцевого самоврядування у Малинському і Радомишльському районах Малинської і Волинської округ, Київської й Житомирської областей Української РСР та України з адміністративним центром у с. Макалевичі.

## Населені пункти
Сільській раді підпорядковані населені пункти:
- с. Макалевичі
- с. Садки

## Населення
Відповідно до результатів перепису населення СРСР, кількість населення ради, станом на 12 січня 1989 року, становила 784 особи.
Станом на 5 грудня 2001 року, відповідно до перепису населення України, кількість мешканців сільської ради становила 549 особи.

## Склад ради
Рада складається з 12 депутатів та голови.

### Керівний склад сільської ради
| ПІБ                          | Основні відомості                                                               | Дата обрання | Дата звільнення |
| ---------------------------- | ------------------------------------------------------------------------------- | ------------ | --------------- |
| Козленко Наталія Миколаївна  | Сільський голова, 1954 року народження, освіта, позапартійна                    | 26.03.2006   | 31.10.2010      |
| Крижановська Лідія Василівна | Сільський голова, 1967 року народження, освіта середня спеціальна, позапартійна | 31.10.2010   |                 |

Примітка: таблиця складена за даними джерела

## Історія
Створена 1923 року в с. Макалевичі Вишевицької волості Радомисльського повіту Київської губернії. На вересень 1924 року в підпорядкуванні значився хутір Млинковий, на 17 грудня 1926 року — хутори Бухтіївська Дача та Руднище. Станом на 1 жовтня 1941 року хутори Бухтіївська Дача, Млинковий та Руднище не перебували на обліку населених пунктів.
Станом на 1 вересня 1946 року сільська рада входила до складу Малинського району Житомирської області, на обліку в раді перебувало с. Макалевичі.
30 вересня 1958 року, відповідно до рішення Житомирського облвиконкому № 955 «Про об'єднання сільських рад Малинського району», до складу ради приєднано села Вирва, Садки та селище залізничної станції Ірша ліквідованої Вирвенської сільської ради Малинського району.
На 1 січня 1972 року сільська рада входила до складу Радомишльського району Житомирської області, на обліку в раді перебували села Вирва, Ірша, Макалевичі та Садки.
7 квітня 1980 року, відповідно до рішення Житомирського облвиконкому № 180 «Про питання адміністративно-територіального поділу», с. Вирва передане до складу відновленої Вепринської сільської ради Радомишльського району. 26 червня 1992 року, відповідно до рішення Житомирської обласної ради «Про внесення змін в адміністративно-територіальний устрій окремих районів», в с. Ірша створено Іршанську сільську раду Радомишльського району.
Виключена з облікових даних 17 липня 2020 року. Територію та населені пункти включено до складу Вишевицької сільської територіальної громади Житомирського району Житомирської області.
Входила до складу Малинського (7.03.1923 р.) та Радомишльського (29.05.1967 р.) районів.